# Press kit
Press kit em inglês, midia kit, kit de imprensa ou pacote de imprensa é um conjunto de materiais de divulgação de uma pessoa, banda, organização ou empresa que é distribuído por assessorias de imprensa a canais de mídia para divulgação. Comumente, são distribuídos para anunciar lançamentos ou coletivas de imprensa. Já o EPK (Electronic Press Kit), é um equivalente ao kit de imprensa, em formato digital. Normalmente, trata-se de um site ou e-mail, mas também pode ser distribuído em CDs ou DVDs.

## Usos
Press kits são comumente usados para:
- Lançamentos de produtos;
- Lançamentos de álbuns ou filmes;
- Lançamentos de novas empresas
- Fusões e aquisições
- Coletivas de Imprensa
- Grandes eventos / Feiras profissionais

## Conteúdos comuns
- Histórico / biografia da pessoa, organização ou empresa;
- Resumo de dados listando estatísticas, benefícios ou outros pontos de interesse;
- Clipping de coberturas passadas;
- Fotos ou outras imagens de artistas, executivos, logos, produtos, etc;
- Um comunicado de imprensa detalhando o assunto sobre o qual o EPK se refere;
- Informação de contato para a mídia (normalmente, o departamento de relações públicas ou assessoria de imprensa);
- Material de divulgação adicional como filipetas, panfletos, anúncios, etc.;
- Para bandas e artistas de música: discografia, lista de equipamentos (quando o kit é enviado para locações de shows e espetáculos), data de shows.

## Formas de distribuição
Press kits podem ser distribuídos de diversas formas:
- E-mails;
- Vídeos;
- CDs;
- DVDs;
- Pastas ou apostilas
- Dispositivos móveis